# Roche (Isère)
Roche é uma comuna francesa na região administrativa de Auvérnia-Ródano-Alpes, no departamento de Isère. Estende-se por uma área de 21,04 km². Em 2010 a comuna tinha 2 161 habitantes (densidade: 102,7 hab./km²).